# 이혼녀 (1930년 영화)
《이혼녀》(The Divorcee)는 미국에서 제작된 로버트 Z. 레너드 감독의 1930년 드라마, 멜로/로맨스 영화이다. 노마 시어러 등이 주연으로 출연하였고 로버트 Z. 레너드 등이 제작에 참여하였다. 노마 시어러가 아카데미 여우주연상을 받았으며, 작품상과 감독상 후보였다.

## 줄거리
제리, 테드, 폴, 도러시는 상류층 사교 모임에 속해있다. 제리가 테드와 결혼하기로 하자 절망한 폴은 도러시를 태우고 음주운전을 하다가 사고를 내 도러시의 얼굴을 망친다. 이를 책임지기 위해 폴은 도러시와 결혼한다. 3년 뒤 제리는 테드가 불륜을 저질렀다는 사실을 알고 테드의 친구 돈과 맞바람을 피운다.

## 출연

### 주연
- 노마 시어러 - 제리 마틴 역
- 체스터 모리스 - 테드 마틴 역

### 조연
- 콘래드 네이글 - 폴 역
- 로버트 몽고메리 - 돈 역
- 주디스 우드 - 도러시 역
- 헬런 밀러드
- 플로렌스 엘드리지
- 메리 도란
- 로버트 엘리엇
- 타일러 브룩
- 젤다 시어스
- 조지 어빙

## 기타
- 미술: 세드릭 기븐스
- 의상: 에이드리안